# Reiner Kießler

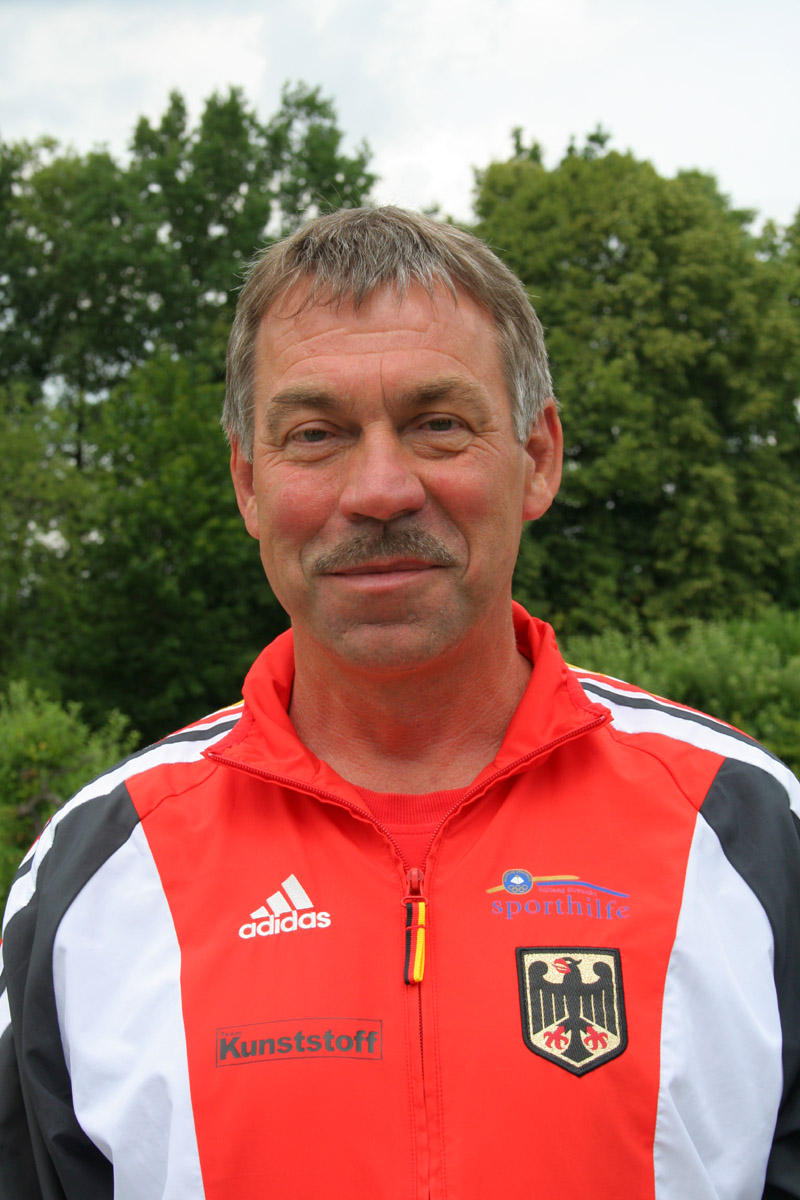
Reiner Kießler (2007)

Reiner Kießler (* 13. August 1951 in Roda) ist ein deutscher Kanutrainer.
Reiner Kießler studierte Sport an der Deutschen Hochschule für Körperkultur (DHfK) in Leipzig und spezialisierte sich auf Leistungsdiagnostik. Er wurde 1976 an der DHfK als Nachwuchstrainer angestellt. Er spielte früher Hand- und Fußball und trieb Leichtathletik. 1992 wurde er als Nachfolger von Wolf-Dieter Pockrandt Bundesdiagnosetrainer beim DKV und zuständig für Leistungsdiagnostik. Im Jahr 2005 wurde er nach dem Rücktritt von Josef Capoušek Chef-Bundestrainer für Kanurennsport im Deutschen Kanu-Verband (DKV). 2016 waren die von ihm betreuten Kanuten bei den Olympischen Spielen in Rio der erfolgreichste deutsche Mannschaftsteil. Für diesen Erfolg wurde er vom DOSB als Trainer des Jahres ausgezeichnet.
Reiner Kießler ist verheiratet, hat zwei Kinder und wohnt in Roda.